# Qualificazioni al campionato europeo maschile under 21 di calcio 2025
Le qualificazioni al campionato europeo di calcio Under-21 2025 determinano le 15 squadre qualificate alla fase finale del torneo che si disputa in Slovacchia a giugno 2025.
La Slovacchia è automaticamente qualificata per la fase finale in quanto nazione ospitante. La competizione è riservata ai calciatori nati a partire dal 1º gennaio 2002.

## Formato
Il torneo di qualificazione consta di due fasi:
- Fase a gironi: le 52 partecipanti sono ripartite in 9 gironi all'italiana. Le squadre prime classificate di ciascun gruppo e le tre migliori seconde si qualificano direttamente alla fase finale del torneo, mentre le altre 6 seconde avanzano alla fase successiva delle qualificazioni accedendo agli spareggi in programma a novembre 2024 per gli ultimi tre posti nella fase finale.

### Criteri di ordinamento
In caso di arrivo di due o più squadre a pari punti, la graduatoria finale viene stilata secondo la classifica avulsa tra le squadre interessate che prevede, in ordine, i seguenti criteri:
1. Punti negli scontri diretti
2. Differenza reti negli scontri diretti
3. Reti realizzate negli scontri diretti
4. Reti realizzate in trasferta negli scontri diretti
5. Differenza reti generale
6. Reti realizzate complessivamente
7. Reti realizzate complessivamente in trasferta
8. Punteggio disciplinare (3 punti per ciascuna espulsione (sia diretta che per somma di ammonizioni), 1 punto per ciascuna ammonizione)
9. Ranking UEFA attribuito in fase di sorteggio

Per determinare le 3 migliori seconde che non disputano gli spareggi, non vengono considerati i risultati ottenuti contro le seste classificate dei gironi da 6. Vengono applicati i seguenti criteri:
1. Punti
2. Differenza reti
3. Reti realizzate
4. Reti realizzate in trasferta
5. Punteggio disciplinare
6. Ranking UEFA attribuito in fase di sorteggio

## Calendario
| Fase          | Date                |
| ------------- | ------------------- |
| Fase a gironi | 6–12 settembre 2023 |
| Fase a gironi | 12-17 ottobre 2023  |
| Fase a gironi | 16-21 novembre 2023 |
| Fase a gironi | 21-26 marzo 2024    |
| Fase a gironi | 16-21 giugno 2024   |
| Fase a gironi | 22-23 agosto 2024   |
| Fase a gironi | 29-30 agosto 2024   |
| Fase a gironi | 5-10 settembre 2024 |
| Fase a gironi | 10-15 ottobre 2024  |

## Fase a gironi

### Gruppo 1
| Squadra    | Pt | G  | V | P | S  | GF | GS | DR  |
| ---------- | -- | -- | - | - | -- | -- | -- | --- |
| Italia     | 22 | 10 | 6 | 4 | 0  | 27 | 4  | +23 |
| Norvegia   | 19 | 10 | 6 | 1 | 3  | 28 | 11 | +17 |
| Irlanda    | 19 | 10 | 5 | 4 | 1  | 24 | 12 | +12 |
| Turchia    | 13 | 10 | 4 | 1 | 5  | 21 | 15 | +6  |
| Lettonia   | 11 | 10 | 3 | 2 | 5  | 10 | 18 | -8  |
| San Marino | 0  | 10 | 0 | 0 | 10 | 1  | 51 | -50 |

| Squadra    | Italia (bandiera) | Irlanda (bandiera) | Norvegia (bandiera) | Turchia (bandiera) | Lettonia (bandiera) | San Marino (bandiera) |
| ---------- | ----------------- | ------------------ | ------------------- | ------------------ | ------------------- | --------------------- |
| Italia     |                   | 1 - 1              | 2 - 0               | 1 - 1              | 2 - 0               | 7 - 0                 |
| Irlanda    | 2 - 2             |                    | 1 - 1               | 3 - 2              | 2 - 2               | 3 - 0                 |
| Norvegia   | 0 - 3             | 3 - 2              |                     | 5 - 1              | 7 - 0               | 4 - 0                 |
| Turchia    | 0 - 2             | 0 - 1              | 2 - 0               |                    | 3 - 0               | 5 - 0                 |
| Lettonia   | 0 - 0             | 1 - 2              | 0 - 1               | 2 - 1              |                     | 2 - 0                 |
| San Marino | 0 - 7             | 0 - 7              | 0 - 7               | 1 - 6              | 0 - 3               |                       |

### Gruppo 2
| Squadra    | Pt | G  | V | P | S  | GF | GS | DR  |
| ---------- | -- | -- | - | - | -- | -- | -- | --- |
| Spagna     | 28 | 10 | 9 | 1 | 0  | 28 | 5  | +23 |
| Belgio     | 19 | 10 | 6 | 1 | 3  | 13 | 6  | +7  |
| Scozia     | 16 | 10 | 5 | 1 | 4  | 19 | 11 | +8  |
| Ungheria   | 16 | 10 | 5 | 1 | 4  | 12 | 8  | +4  |
| Kazakistan | 9  | 10 | 3 | 0 | 7  | 13 | 24 | -11 |
| Malta      | 0  | 10 | 0 | 0 | 10 | 4  | 35 | -31 |

| Squadra    | Spagna (bandiera) | Belgio (bandiera) | Scozia (bandiera) | Ungheria (bandiera) | Kazakistan (bandiera) | Malta (bandiera) |
| ---------- | ----------------- | ----------------- | ----------------- | ------------------- | --------------------- | ---------------- |
| Spagna     |                   | 1 - 0             | 1 - 0             | 2 - 0               | 4 - 3                 | 6 - 0            |
| Belgio     | 1 - 1             |                   | 0 - 2             | 0 - 1               | 1 - 0                 | 3 - 1            |
| Scozia     | 1 - 2             | 0 - 2             |                   | 3 - 1               | 4 - 1                 | 2 - 1            |
| Ungheria   | 0 - 1             | 0 - 1             | 0 - 0             |                     | 2 - 0                 | 2 - 1            |
| Kazakistan | 0 - 4             | 0 - 3             | 3 - 2             | 0 - 3               |                       | 4 - 1            |
| Malta      | 0 - 6             | 0 - 2             | 0 - 5             | 0 - 3               | 0 - 2                 |                  |

### Gruppo 3
| Squadra            | Pt | G  | V  | P | S | GF | GS | DR  |
| ------------------ | -- | -- | -- | - | - | -- | -- | --- |
| Paesi Bassi        | 30 | 10 | 10 | 0 | 0 | 32 | 3  | +29 |
| Georgia            | 19 | 10 | 6  | 1 | 3 | 14 | 10 | +4  |
| Svezia             | 17 | 10 | 5  | 2 | 3 | 25 | 10 | +15 |
| Macedonia del Nord | 12 | 10 | 4  | 0 | 6 | 8  | 15 | -7  |
| Moldavia           | 7  | 10 | 2  | 1 | 7 | 7  | 20 | -13 |
| Gibilterra         | 3  | 10 | 1  | 0 | 9 | 3  | 31 | -28 |

| Squadra            | Paesi Bassi (bandiera) | Svezia (bandiera) | Georgia (bandiera) | Macedonia del Nord (bandiera) | Moldavia (bandiera) | Gibilterra (bandiera) |
| ------------------ | ---------------------- | ----------------- | ------------------ | ----------------------------- | ------------------- | --------------------- |
| Paesi Bassi        |                        | 3 - 0             | 3 - 1              | 5 - 0                         | 3 - 0               | 1 - 0                 |
| Svezia             | 2 - 4                  |                   | 3 - 2              | 0 - 1                         | 4 - 0               | 9 - 0                 |
| Georgia            | 0 - 3                  | 0 - 0             |                    | 2 - 1                         | 3 - 0               | 2 - 0                 |
| Macedonia del Nord | 0 - 2                  | 0 - 2             | 0 - 1              |                               | 2 - 1               | 1 - 0                 |
| Moldavia           | 0 - 3                  | 0 - 0             | 0 - 1              | 2 - 1                         |                     | 1 - 2                 |
| Gibilterra         | 0 - 5                  | 0 - 5             | 0 - 2              | 0 - 2                         | 1 - 3               |                       |

### Gruppo 4
| Squadra  | Pt | G  | V | P | S | GF | GS | DR  |
| -------- | -- | -- | - | - | - | -- | -- | --- |
| Germania | 26 | 10 | 8 | 2 | 0 | 35 | 10 | +25 |
| Polonia  | 22 | 10 | 7 | 1 | 2 | 24 | 10 | +14 |
| Bulgaria | 15 | 10 | 4 | 3 | 3 | 17 | 12 | +5  |
| Kosovo   | 12 | 10 | 3 | 3 | 4 | 10 | 17 | -7  |
| Estonia  | 7  | 10 | 2 | 1 | 7 | 7  | 31 | -24 |
| Israele  | 3  | 10 | 1 | 0 | 9 | 5  | 18 | -13 |

| Squadra  | Germania (bandiera) | Polonia (bandiera) | Israele (bandiera) | Bulgaria (bandiera) | Kosovo (bandiera) | Estonia (bandiera) |
| -------- | ------------------- | ------------------ | ------------------ | ------------------- | ----------------- | ------------------ |
| Germania |                     | 3 - 1              | 2 - 0              | 2 - 1               | 0 - 0             | 4 - 1              |
| Polonia  | 3 - 3               |                    | 2 - 1              | 0 - 1               | 3 - 0             | 5 - 0              |
| Israele  | 1 - 5               | 1 - 2              |                    | 0 - 1               | 0 - 1             | 1 - 0              |
| Bulgaria | 2 - 3               | 1 - 3              | 1 - 0              |                     | 1 - 1             | 6 - 0              |
| Kosovo   | 0 - 3               | 0 - 4              | 3 - 1              | 2 - 2               |                   | 2 - 0              |
| Estonia  | 1 - 10              | 0 - 1              | 1 - 0              | 1 - 1               | 3 - 1             |                    |

### Gruppo 5
| Squadra    | Pt | G  | V | P | S | GF | GS | DR  |
| ---------- | -- | -- | - | - | - | -- | -- | --- |
| Romania    | 22 | 10 | 7 | 1 | 2 | 23 | 10 | +13 |
| Finlandia  | 20 | 10 | 6 | 2 | 2 | 21 | 8  | +13 |
| Svizzera   | 18 | 10 | 5 | 3 | 2 | 21 | 12 | +9  |
| Albania    | 16 | 10 | 5 | 1 | 4 | 12 | 17 | -5  |
| Montenegro | 7  | 10 | 2 | 1 | 7 | 8  | 19 | -11 |
| Armenia    | 2  | 10 | 0 | 2 | 8 | 2  | 21 | -19 |

| Squadra    | Romania (bandiera) | Svizzera (bandiera) | Finlandia (bandiera) | Albania (bandiera) | Montenegro (bandiera) | Armenia (bandiera) |
| ---------- | ------------------ | ------------------- | -------------------- | ------------------ | --------------------- | ------------------ |
| Romania    |                    | 3 - 1               | 1 - 0                | 5 - 0              | 1 - 0                 | 2 - 0              |
| Svizzera   | 2 - 2              |                     | 1 - 1                | 1 - 2              | 4 - 2                 | 5 - 0              |
| Finlandia  | 2 - 0              | 1 - 2               |                      | 4 - 1              | 2 - 1                 | 6 - 0              |
| Albania    | 3 - 2              | 1 - 3               | 0 - 0                |                    | 2 - 0                 | 1 - 0              |
| Montenegro | 2 - 6              | 0 - 2               | 1 - 2                | 1 - 0              |                       | 0 - 0              |
| Armenia    | 0 - 1              | 0 - 0               | 1 - 3                | 1 - 2              | 0 - 1                 |                    |

### Gruppo 6
| Squadra          | Pt | G  | V | P | S | GF | GS | DR  |
| ---------------- | -- | -- | - | - | - | -- | -- | --- |
| Inghilterra      | 25 | 10 | 8 | 1 | 1 | 41 | 6  | +35 |
| Ucraina          | 24 | 10 | 8 | 0 | 2 | 20 | 7  | +13 |
| Serbia           | 16 | 10 | 5 | 1 | 4 | 13 | 18 | -5  |
| Irlanda del Nord | 11 | 10 | 3 | 2 | 5 | 10 | 10 | 0   |
| Lussemburgo      | 8  | 10 | 2 | 2 | 6 | 6  | 23 | -17 |
| Azerbaigian      | 3  | 10 | 1 | 0 | 9 | 4  | 30 | -26 |

| Squadra          | Inghilterra (bandiera) | Ucraina (bandiera) | Serbia (bandiera) | Irlanda del Nord (bandiera) | Azerbaigian (bandiera) | Lussemburgo (bandiera) |
| ---------------- | ---------------------- | ------------------ | ----------------- | --------------------------- | ---------------------- | ---------------------- |
| Inghilterra      |                        | 2 - 1              | 9 - 1             | 3 - 0                       | 7 - 0                  | 7 - 0                  |
| Ucraina          | 3 - 2                  |                    | 2 - 1             | 1 - 0                       | 1 - 0                  | 4 - 0                  |
| Serbia           | 0 - 3                  | 1 - 0              |                   | 1 - 2                       | 2 - 0                  | 2 - 0                  |
| Irlanda del Nord | 0 - 0                  | 1 - 2              | 1 - 2             |                             | 5 - 0                  | 0 - 1                  |
| Azerbaigian      | 1 - 5                  | 0 - 3              | 0 - 2             | 0 - 1                       |                        | 3 - 2                  |
| Lussemburgo      | 0 - 3                  | 0 - 3              | 1 - 1             | 0 - 0                       | 2 - 0                  |                        |

### Gruppo 7
| Squadra     | Pt | G  | V | P | S | GF | GS | DR  |
| ----------- | -- | -- | - | - | - | -- | -- | --- |
| Portogallo  | 27 | 10 | 9 | 0 | 1 | 33 | 6  | +27 |
| Croazia     | 22 | 10 | 7 | 1 | 2 | 20 | 14 | +6  |
| Grecia      | 17 | 10 | 5 | 2 | 3 | 16 | 10 | +6  |
| Fær Øer     | 10 | 10 | 3 | 1 | 6 | 11 | 24 | -13 |
| Bielorussia | 6  | 10 | 1 | 3 | 6 | 6  | 20 | -14 |
| Andorra     | 3  | 10 | 0 | 3 | 7 | 4  | 16 | -12 |

| Squadra     | Portogallo (bandiera) | Croazia (bandiera) | Grecia (bandiera) | Bielorussia (bandiera) | Fær Øer (bandiera) | Andorra (bandiera) |
| ----------- | --------------------- | ------------------ | ----------------- | ---------------------- | ------------------ | ------------------ |
| Portogallo  |                       | 5 - 1              | 2 - 0             | 6 - 1                  | 4 - 0              | 3 - 0              |
| Croazia     | 0 - 2                 |                    | 3 - 2             | 2 - 0                  | 2 - 1              | 2 - 0              |
| Grecia      | 2 - 1                 | 2 - 2              |                   | 1 - 1                  | 3 - 0              | 1 - 0              |
| Bielorussia | 0 - 5                 | 0 - 1              | 1 - 0             |                        | 2 - 3              | 0 - 0              |
| Fær Øer     | 1 - 3                 | 2 - 4              | 0 - 4             | 1 - 0                  |                    | 2 - 2              |
| Andorra     | 1 - 2                 | 0 - 3              | 0 - 1             | 1 - 1                  | 0 - 1              |                    |

### Gruppo 8
| Squadra              | Pt | G | V | P | S | GF | GS | DR  |
| -------------------- | -- | - | - | - | - | -- | -- | --- |
| Slovenia             | 17 | 8 | 5 | 2 | 1 | 13 | 7  | +6  |
| Francia              | 16 | 8 | 5 | 1 | 2 | 22 | 6  | +16 |
| Austria              | 15 | 8 | 4 | 3 | 1 | 12 | 6  | +6  |
| Cipro                | 5  | 8 | 1 | 2 | 5 | 7  | 23 | -16 |
| Bosnia ed Erzegovina | 3  | 8 | 1 | 0 | 7 | 5  | 17 | -12 |

| Squadra              | Francia (bandiera) | Austria (bandiera) | Slovenia (bandiera) | Bosnia ed Erzegovina (bandiera) | Cipro (bandiera) |
| -------------------- | ------------------ | ------------------ | ------------------- | ------------------------------- | ---------------- |
| Francia              |                    | 1 - 2              | 1 - 1               | 2 - 0                           | 9 - 0            |
| Austria              | 2 - 0              |                    | 1 - 1               | 2 - 0                           | 2 - 2            |
| Slovenia             | 0 - 4              | 1 - 0              |                     | 3 - 0                           | 2 - 0            |
| Bosnia ed Erzegovina | 1 - 2              | 0 - 2              | 1 - 2               |                                 | 1 - 3            |
| Cipro                | 0 - 3              | 1 - 1              | 0 - 3               | 1 - 2                           |                  |

### Gruppo 9
| Squadra   | Pt | G | V | P | S | GF | GS | DR  |
| --------- | -- | - | - | - | - | -- | -- | --- |
| Danimarca | 17 | 8 | 5 | 2 | 1 | 18 | 8  | +10 |
| Rep. Ceca | 14 | 8 | 4 | 2 | 2 | 13 | 11 | +2  |
| Galles    | 14 | 8 | 4 | 2 | 2 | 13 | 11 | +2  |
| Islanda   | 9  | 8 | 3 | 0 | 5 | 9  | 14 | -5  |
| Lituania  | 3  | 8 | 1 | 0 | 7 | 7  | 16 | -9  |

| Squadra   | Danimarca (bandiera) | Rep. Ceca (bandiera) | Islanda (bandiera) | Galles (bandiera) | Lituania (bandiera) |
| --------- | -------------------- | -------------------- | ------------------ | ----------------- | ------------------- |
| Danimarca |                      | 5 - 0                | 2 - 0              | 2 - 2             | 3 - 0               |
| Rep. Ceca | 0 - 0                |                      | 4 - 1              | 1 - 1             | 3 - 0               |
| Islanda   | 4 - 2                | 2 - 1                |                    | 1 - 2             | 0 - 2               |
| Galles    | 1 - 2                | 1 - 2                | 1 - 0              |                   | 2 - 1               |
| Lituania  | 1 - 2                | 1 - 2                | 0 - 1              | 2 - 3             |                     |

### Raffronto tra le seconde classificate
Le tre migliori seconde classificate ottengono la qualificazione diretta alla fase finale del torneo. Le altre sei seconde disputano uno spareggio.
In questa classifica non si tiene conto delle partite disputate contro l'ultima classificata del girone per i gruppi costituiti da sei squadre (gruppi da 1 a 7).
| Squadra   | Pt | G | V | N | P | GF | GS | DR  | Gruppo |
| --------- | -- | - | - | - | - | -- | -- | --- | ------ |
| Ucraina   | 18 | 8 | 6 | 0 | 2 | 16 | 7  | +9  | 6      |
| Francia   | 16 | 8 | 5 | 1 | 2 | 22 | 6  | +16 | 8      |
| Polonia   | 16 | 8 | 5 | 1 | 2 | 20 | 8  | +12 | 4      |
| Croazia   | 16 | 8 | 5 | 1 | 2 | 15 | 14 | +1  | 7      |
| Finlandia | 14 | 8 | 4 | 2 | 2 | 12 | 7  | +5  | 5      |
| Rep. Ceca | 14 | 8 | 4 | 2 | 2 | 13 | 11 | +2  | 9      |
| Norvegia  | 13 | 8 | 4 | 1 | 3 | 17 | 11 | +6  | 1      |
| Belgio    | 13 | 8 | 4 | 1 | 3 | 8  | 5  | +3  | 2      |
| Georgia   | 13 | 8 | 4 | 1 | 3 | 10 | 10 | 0   | 3      |

## Play-off
| Squadra 1 | Totale          | Squadra 2 | Andata | Ritorno     |
| --------- | --------------- | --------- | ------ | ----------- |
| Finlandia | 6 - 3           | Norvegia  | 5 - 1  | 1 - 2       |
| Belgio    | 1 - 3           | Rep. Ceca | 0 - 2  | 1 - 1       |
| Georgia   | 3 - 3 (7-6 dtr) | Croazia   | 1 - 0  | 2 - 3 (dts) |